# Красное Поле (Челябинская область)
Кра́сное По́ле — посёлок в Сосновском районе Челябинской области. Административный центр Краснопольского сельского поселения.
Расположен вблизи северо-западных окраин областного центра города Челябинска. Рядом с Красным Полем расположен посёлки Прудный, микрорайон Челябинска Шагол, деревня Моховички, квартал Звёздный, коттеджный посёлок Европейский, а также Краснопольское кладбище.

## Население
| 2002 | 2010  | 2021  |
| ---- | ----- | ----- |
| 1422 | ↗1445 | ↗3500 |

Проживают русские, башкиры.

## Религия
Православные храмы
- Церковь иконы Божией Матери "Нерушимая Стена"

## Известные жители и уроженцы
- Дмитрий Николаевич Копылов (род. 1988) — российский малолетний серийный убийца.